# Hollywood
Hollywood er en bydel, grundlagt i 1857 i Los Angeles, Californien. Ordet "Hollywood" bruges også ved omtale af film- og tv-industrien i det sydlige Californien, afledt af den berømte bydel.
I Indien er Bollywood kælenavnet for den del af landets filmindustri, der har hjemme i Mumbai, det tidligere Bombay. Navnet er opstået som en sammentrækning af "Bombay" og "Hollywood". Dolly Partons forlystelsespark er navngivet Dollywood.

## Historie
I begyndelsen af 1900-tallet begyndte filmselskaber fra New York City og New Jersey at flytte til det solrige Californien på grund af sollyset og de længere dage. Selvom der fandtes elektrisk lys på den tid, var det ikke kraftigt nok som lyskilde til filmoptagelser. Det første filmstudie i Hollywood-området blev grundlagt i 1911 af David Horsley for Nestor Company. Samme år slog femten andre uafhængige filmselskaber sig ned i området.
Det sydlige Californiens afstand fra New Jersey gjorde det også mere besværligt for Thomas Edison at håndhæve sine patenter på levende billeder. På det tidspunkt ejede Edison næsten alle patenter som var relevante ved filmproduktion, og i øst blev filmskabere, der arbejdede uafhængigt af Edisons Motion Picture Patents Company, ofte sagsøgt eller fik fogedforbud af Edison og hans repræsentanter. Derimod kunne filmskaberne i Californien arbejde udenfor Edisons kontrol, og hvis Edison sendte sine repræsentanter til Californien, havde man som regel hørt om det, før de nåede frem, så filmskaberne kunne nå at stikke af til det nærtliggende Mexico.

## Skiltet
Det berømte vartegn på Mount Lee var oprindeligt HOLLYWOODLAND. Det blev opført i 1923 som reklame for et nyt boligområde i bakkerne over Hollywood, og skulle efter planen stå i et halvt år. Den britiske skuespillerinde Peg Entwistle begik selvmord ved at kaste sig ud fra skiltet i 1932, vistnok fra bogstavet H.
I flere år forfaldt vartegnet, men i 1949 tilbød Hollywoods Handelskammer at fjerne de sidste fire bogstaver og reparere resten. Samme år fjernede man også de lyspærer, som havde prydet skiltet. I 1978 blev originalbogstaverne erstattet med vejrbestandige bogstaver af stål. De er ca 15 m høje og 9 m brede. Vartegnet er nu et registreret varemærke og må ikke anvendes uden tilladelse fra Hollywoods Handelskammer, der også står for det berømte fortov kaldet Walk of Fame. Skiltet må ikke ændres, selv om teksten i nogle dage var forvandlet til HOLYWOOD under pave Johannes Paul 2.s besøg i 1987.